# Jurij Suchorukow
Jurij Oleksandrowytsch Suchorukow (ukrainisch Юрій Олександрович Сухоруков, engl. Transkription Yuriy Sukhorukov; * 29. März 1968 in Donezk) ist ein ukrainischer Sportschütze.
Jurij Suchorukow startet für Dynamo Donezk. Er trat 2004 bei den Olympischen Sommerspielen in Athen an. Dort wurde er 24. mit dem Luftgewehr, 26. im Dreistellungskampf mit dem Kleinkalibergewehr und 32. im Kleinkaliber-Liegendwettkampf. Bei den Olympischen Sommerspielen 2008 in Peking erreichte Suchorukow den 36. Rang im Liegendwettkampf. Größter internationaler Erfolg wurde der Gewinn der Silbermedaille im Dreistellungskampf mit 0,1 Punkten hinter Qiu Jian und vor Rajmond Debevec. Er profitierte von einem Fehlschuss des in Führung liegenden US-Amerikaners Matthew Emmons, der auf den vierten Platz zurückfiel.